# یواس‌اس پورتر (دی‌دی-۵۹)
یواس‌اس پورتر (دی‌دی-۵۹) (به انگلیسی: USS Porter (DD-59)) یک کشتی بود که طول آن ۳۱۵ فوت ۳ اینچ (۹۶٫۰۹ متر) بود. این کشتی در سال ۱۹۱۵ ساخته شد.